# Scott Burrell
Scott David Burrell, född 12 januari 1971 i New Haven i Connecticut, är en amerikansk baskettränare och före detta professionell basketspelare.
Han spelade som shooting guard och small forward och tillbringade åtta säsonger (1993–2001) i den nordamerikanska basketligan National Basketball Association (NBA), där han spelade för Charlotte Hornets, Golden State Warriors, Chicago Bulls och New Jersey Nets. Under sin NBA-karriär gjorde han 2 647 poäng (6,9 poäng per match); 527 assists samt 1 332 rebounds, räddningar från att bollen ska hamna i nätkorgen, på 383 grundspelsmatcher. Burrell spelade också som proffs i Filippinerna, Japan, Kina, Spanien samt i lägre basketligor i USA.
Han draftades av Charlotte Hornets i första rundan i 1993 års draft som 20:e spelare totalt.
Burrell var med och vinna Chicago Bulls sjätte NBA-mästerskap på 1990-talet.
Innan han blev proffs, studerade Burrell vid University of Connecticut och spelade basket för deras idrottsförening Connecticut Huskies. Dock spelade Burrell även också baseboll i sina unga år och blev faktiskt draftad i MLB-draften 1989 av Seattle Mariners och 1990 av Toronto Blue Jays.
Efter spelarkarriären har han varit assisterande tränare för Quinnipiac Bobcats basketlag. Sedan 2015 är han huvudtränare för Southern Connecticut Owls basketlag, som tillhör Southern Connecticut State University.